# Enrique Ciriani
Enrique Ciriani Suito (Lima; 30 de diciembre de 1936) es un arquitecto peruano que realiza gran parte de su actividad profesional en Francia donde se le otorga la nacionalidad francesa en 1976. Vigoroso defensor de la arquitectura moderna, Ciriani ha consagrado una gran parte de su actividad a la transmisión de su visión de la Arquitectura. Su entusiasmo y su fe inquebrantable en el espacio moderno ha marcado generaciones de estudiantes.

## Carrera
Enrique Ciriani estudió arquitectura en la Facultad de Arquitectura de la Universidad Nacional de Ingeniería entre los años de 1955 y 1960, adicionalmente siguió estudios de planeamiento en el Instituto de Planeamiento de Lima. En 1956 ingresó a trabajar en el Ministerio de Fomento y Obras Públicas, llevando así su formación académica de forma paralela con la práctica profesional. Tras haber egresado en 1960 de la UNI, fue transferido en 1961 al Instituto Nacional de la Vivienda. En esta dependencia Ciriani diseñó varios conjuntos de vivienda popular así como equipamientos públicos. En 1962 Ciriani entró como profesor auxiliar de diseño en el Taller del Arquitecto Adolfo Córdova de la Universidad Nacional de Ingeniería, donde ejerció la docencia hasta su alejamiento del Perú.
En 1964 dejó una floreciente carrera en el Perú para establecerse en París y empezar de nuevo. En Francia trabajó en la oficina del arquitecto André Gomís. 
En 1968 se asoció con Michel Corajoud, pasando a formar parte del Atelier d'urbanisme et d'architecture (AUA). Paralelamente a su labor como arquitecto se desempeñó como docente y teorizador. En 1969 fue invitado por el arquitecto Gomís a integrarse a la planta de profesores de la Unidad Pedagógica 7, ocho años después integró la Unidad Pedagógica 8 (actualmente ENSAPB) donde enseñó hasta el 2002.
En 1976, abrió su propia oficina. La labor arquitectónica de la oficina consistió prioritariamente en proyectos de edificios de vivienda y proyectos museográficos.

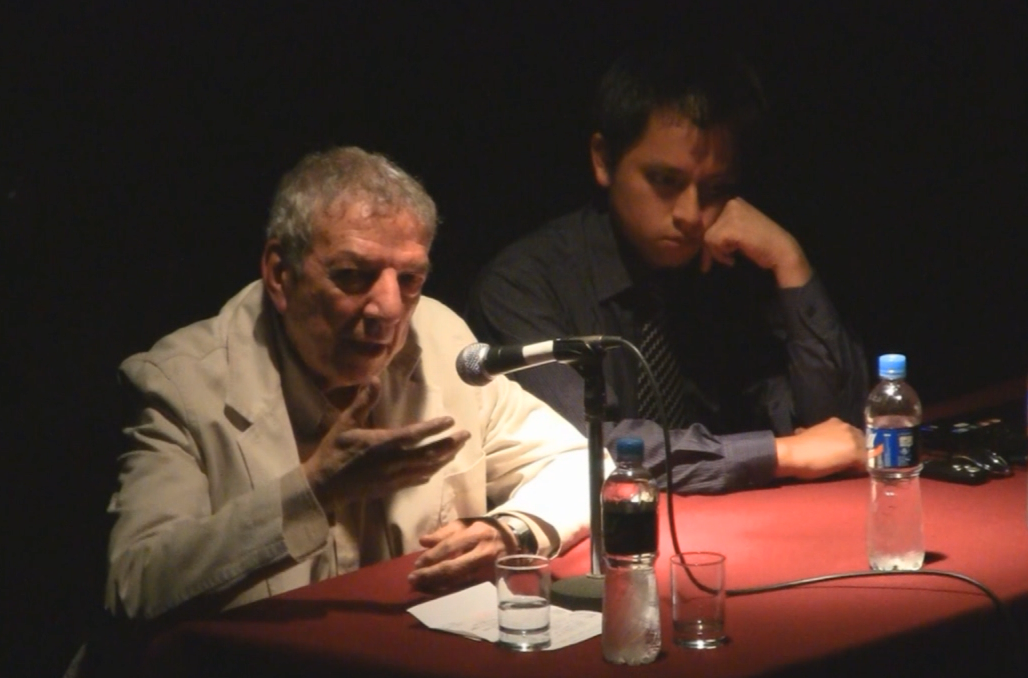
Ciriani dirigiéndose a estudiantes de arquitectura en marzo de 2011.

En el año 2009, regresa a Lima dirigiendo el primer Taller de Diseño Avanzado (TDA) para postgrado en la Universidad Peruana de Ciencias Aplicadas (UPC). Este taller trató el tema de "la vivienda como origen de la ciudad: tipología y morfología". Posteriormente completó un segundo  TDA sobre el "edificio público como origen de la arquitectura: la forma del programa" de marzo a julio de 2010.
Entre agosto y septiembre del 2010 se abre en la galería John Harriman del Centro cultural británico de Miraflores la exposición retrospectiva "Ciriani 50 años de arquitectura", incluyendo 3 conversatorios por parte de arquitectos peruanos.
En el 2011 continúa su labor docente en la UPC, la que completa con varios proyectos de casas en San Isidro y Punta Hermosa. La televisora nacional del Perú le dedicó un programa estrenado el 3 de junio de 2011.

## Premios y distinciones

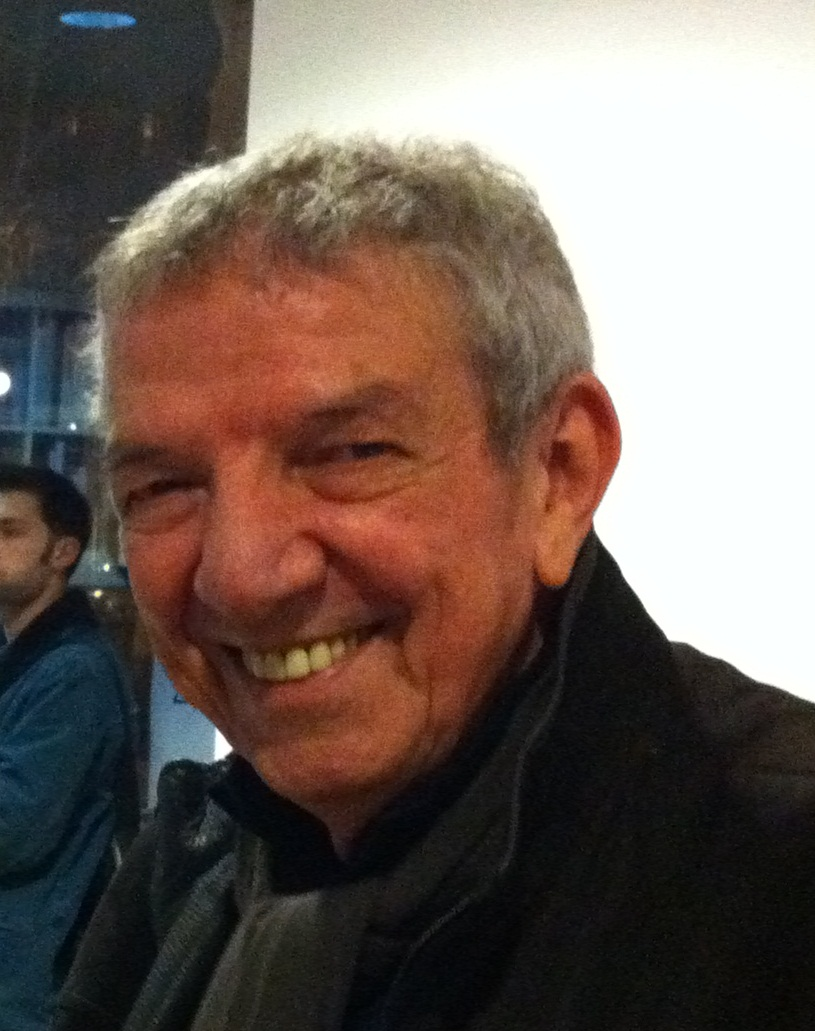
Ciriani en marzo de 2012

- 1983: Gran Premio Nacional de Arquitectura de Francia
- 1985: Palmas Magisteriales de Hong Kong
- 1988: Palma de Oro de la habitación de Francia
- 1997: Arnold Brunner de la Academia Americana de Artes y Letras
- 2000: Hexágono de Oro de la IX Bienal de Arquitectura de Perú
- 2009: Doctor honoris causa  de Arquitectura Universidad Nacional de Ingeniería (Perú)
- 2009: Honorary fellow del Royal Institute of British Architects
- 2012: Medalla de Oro de la Academia de Arquitectura de Francia
- 2012: Medalla de Oro del Colegio de Arquitectos del Perú - Regional Lima
- 2019: Doctor honoris causa  de Arquitectura Facultad de Arquitectura y Urbanismo
- 2021: Gran Premio de Arquitectura de la Academia de Bellas Artes de Francia.

## Selección de obras realizadas
Perú

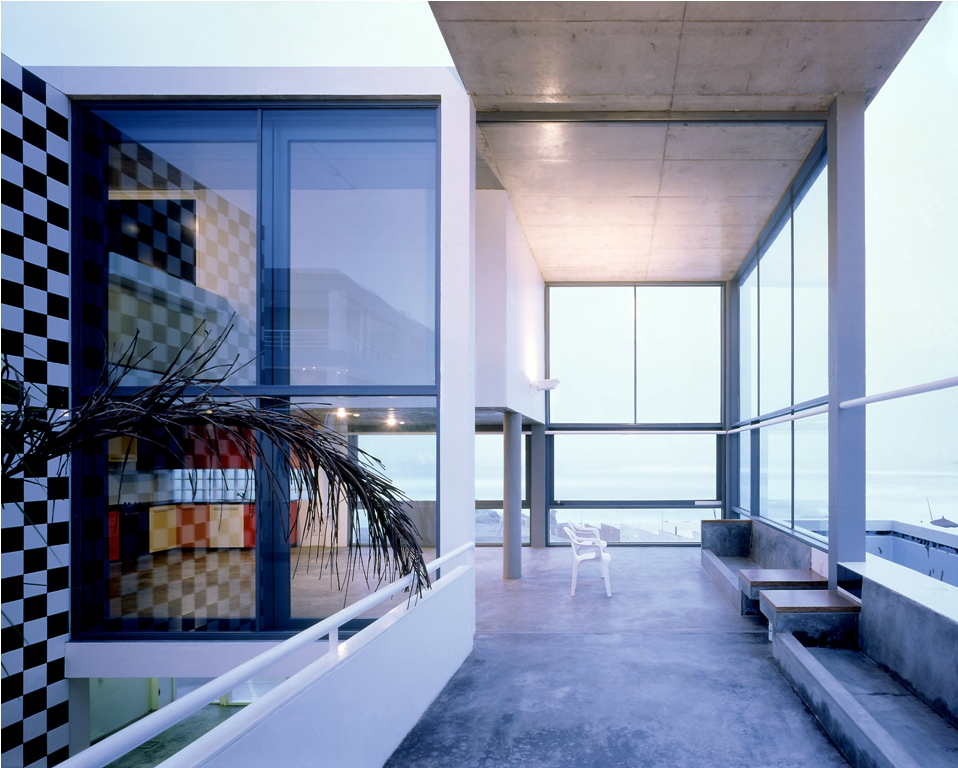
Casa Santillana

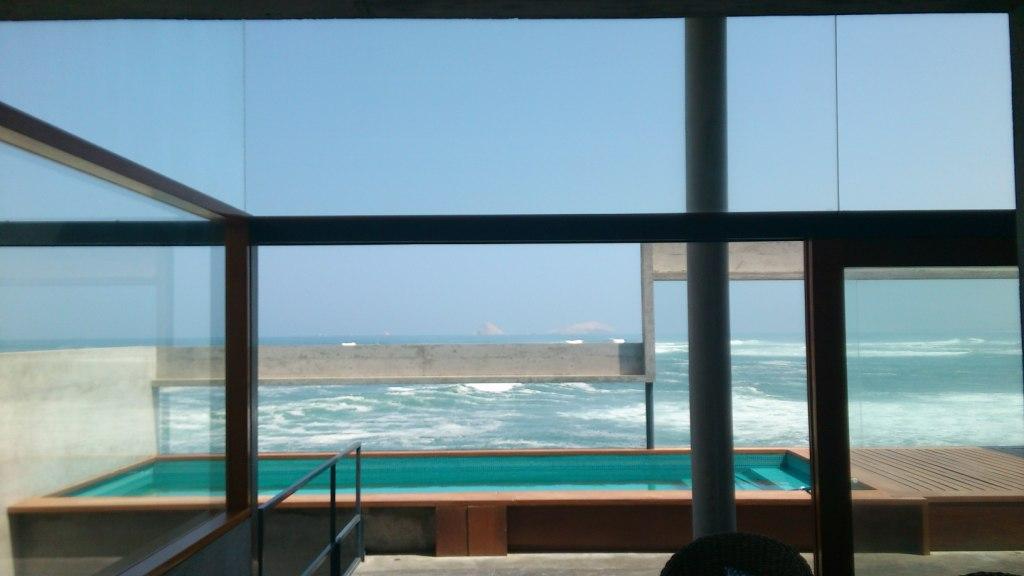
Villa Madonna

- 1962: Casas Rastelli en Pueblo Libre, Lima
- 1963: Casas tipo y equipamientos en la Ciudad Satélite de Ventanilla, Lima
- 1962: 630 departamentos en Unidad Vecinal Matute, Lima
- 1964: Casa Suito en Villa, Lima
- 1964: 300 departamentos en Conjunto Residencial San Felipe, en equipo.
- 1964: 600 departamentos en Unidad Vecinal Mirones, Lima
- 1966: Mercado de Lince, Lima, desarrollo del proyecto y supervisión de obra por el Arqto.Oswaldo Nuñez
- 1999: Casa en Playa Escondida al sur de Lima, Perú. Premiada con el Hexágono de Oro.
- 2013: Villa Madonna, en Punta Hermosa.
- 2013: Renovación de la Plaza Manco Cápac, Lima (concepción).
- 2013: Casa Unifamiliar "San Isidro".

Francia
- 1980: 300 departamentos en Marne, Noisy-le-Grand
- 1982: 30 departamentos en Saint-Denis
- 1981: Cocina del Hospital San Antonio, París
- 1986: Centro de la infancia en Marne, Torcy
- 1983: Museo Arqueológico de Arlés, Arlés
- 1987: Museo de la Gran Guerra, Péronne
- 1993: Anexo del Ministerio de Finanzas, París
- 1994: 108 unidades de residencia en París
- 1995: 90 unidades de residencia en Colombes
- 2001: Centro de conferencias de I.N.R.I.A., Rocquencourt
- 2005: Palacio de Justicia de Pontoise

Holanda
- 1995: 38 departamentos en La Haya
- 2000: De Stadspoort College, Groningen, asociado con Team 4